# Jeniferever
Jeniferever es un grupo musical sueco de post-rock, formado en 1996. Es de tiempos lentos, melódica y frecuentemente compuesta con un aspecto orquestal. Su sonido ha sido comparado con bandas como The Appleseed Cast y Sigur Rós. 

## Miembros
- Kristofer Jönson (voz, guitarra)
- Martin Sandström (guitarra)
- Olle Bilius (bajo, teclado)
- Fredrik Aspelin (batería)

## Discografía

### Álbumes
| Año  | Título                  | Discográfica      |
| ---- | ----------------------- | ----------------- |
| 2006 | Choose a Bright Morning | Drowned in Sound  |
| 2009 | Spring Tides            | Monotreme Records |
| 2011 | Silesia                 | Monotreme Records |

### EP
| Año  | Título                                   | Discográfica                         |
| ---- | ---------------------------------------- | ------------------------------------ |
| 2002 | Jeniferever                              |                                      |
| 2003 | The Next Autumn Soundtrack & Jeniferever | BSM Records                          |
| 2004 | Iris                                     | Big Scary Monsters Recording Company |
| 2008 | Nangijala                                |                                      |

### Sencillos
| Año  | Título                     | Discográfica |
| ---- | -------------------------- | ------------ |
| 2006 | From Across the Sea        |              |
| 2006 | The Sound of Beating Wings |              |
| 2006 | Alvik                      |              |